# İsgəndər Həmidov
Isgandar Majid oglu Hamidov (Bağlıpəyə, 10 aprile 1948 – Baku, 26 febbraio 2020) è stato un politico azero.

## Politica
Servì nel governo del Partito del Fronte Popolare dal 1992 al 1993.
Partecipò alla prima ed alla seconda, durante i combattimenti del 1992 ad Aghdara, fu colpito alla schiena dall'esplosione di una mina. Dal 16 maggio 1992 al 16 aprile 1993 fu Ministro degli affari interni della Repubblica dell'Azerbaigian.
In qualità di presidente del Partito Nazionale Democratico dell'Azerbaigian, informalmente noto come i Lupi Grigi, Hamidov chiese la creazione di un paese turco unificato che includesse l'Iran settentrionale e si estendesse alla Siberia, all'India e alla Cina. Era noto per aver minacciato l'Armenia con un attacco nucleare.
Isgandar Hamidov si dimise nell'aprile 1993. Nel 1995 fu arrestato e condannato a 14 anni di carcere per appropriazione indebita di fondi statali ma fu essenzialmente trattato come un prigioniero politico da Amnesty International e dal Consiglio d'Europa. Venne graziato dal decreto del presidente Ilham Aliyev nel 2004. Morì a Baku il 26 febbraio 2020 dopo una lunga malattia.